# Reklama w grach komputerowych
Reklama w grach komputerowych (ang. in-game advertising, IGA) odnosi się do użycia gier komputerowych i wideo jako medium dostarczania reklam. Wydatki w 2005 związane z umieszczaniem reklam w grach wynosiły 56 milionów dolarów i, według Massive Incorporated, do 2010 wartość wydanych pieniędzy na ten rodzaj reklamy wzrośnie do 1,8 miliarda dolarów, chociaż Yankee Group spekuluje niższą kwotę 732 milionów dolarów. Reklama w grach komputerowych odbierana jest przez niektóre osoby w przemyśle gier komputerowych jako powód, dla którego producenci mogą zwiększyć koszty produkcji gry i zaryzykować tworzenie nowej mechaniki gry. Reklamodawcy natomiast chcą w ten sposób dotrzeć do osobników płci męskiej w wieku od 18 do 34 lat, którzy często wolą grać w gry komputerowe niż siedzieć przed telewizorem. Jednakże niektórzy gracze uważają takie posunięcia za chciwe i napastliwe, nazywając software do umieszczania reklam w grach programów szpiegujących. Taki punkt widzenia został pokazany przez przeciwników gry Battlefield 2142 firmy Electronic Arts, która zawiera reklamy od IGA Worldwide. Nie powstrzymało to jednak tradycyjnych firm, jak Nielsen Media Research, od próby wprowadzenia do tych reklam nowego systemu oceniania gier (podobnego do oceniania oglądalności programów telewizyjnych) nazwanego GamePlay Metrics.

## Statyczne reklamy
Pierwsze reklamy w grach były reklamami statycznymi. Niektóre z takich przykładów to wirtualne billboardy lub też product placement. Takie reklamy są umieszczane bezpośrednio w grze przez artystów lub programistów i nie mogły być później zmieniane. Takim przykładem są gry z serii Zool sponsorowane przez Chupa Chups, w których prezentowane były produkty Chupa Chups, włączając w to poziomy umieszczone w świecie słodyczy. Podobnym przykładem może być seria gier FIFA International Soccer, w której reklamy na billboardach były widoczne od 1994. Statyczne reklamy pozwalają reklamodawcy i producentom gry na lepsze dostosowanie tego, jak reklama będzie wyglądać i prezentować się w grze. Na przykład w grze Splinter Cell: Chaos Theory, duża świecąca reklama dezodorantu AXE pojawia się jako wpisana w kod gry, tworząc przeszkodę dla bohatera, prowadzonego przez gracza. To pozwoliło producentom nie tylko na eksperymentowanie z efektami oświetlenia, lecz też zwracało uwagę graczy, jak ominąć tą przeszkodę.

## Dynamiczne reklamy
Stale rosnący dostęp do Internetu spowodował wzrost zainteresowania dynamicznym umieszczaniem reklam w grach komputerowych. W przeciwieństwie do stałych reklam, dynamiczne reklamy mogą być zarządzane przez agencje reklamowe. Reklamy mogą być dostosowane do lokalizacji reklamobiorcy czy do pory dnia, pozwalając tym samym na dostarczenie odpowiednich reklam, na przykład reklamy premiery kinowej danego filmu. Informacja może być wysłana z powrotem informując o wydajności reklamowania. Dane takie, jak ilość czasu spędzonego na oglądaniu reklam, typ reklamy, itp. mogą być wykorzystane do stworzenia lepszej kampanii reklamowej. THQ skomentowało również, jak dane o reklamach w grach mogą zawierać niespodziewane korzyści jako narzędzia od projektowania gier: "Jeżeli bohater zablokuje się na ścianie z plakatem, wiemy, że poziom może być za trudny. Dzięki systemowi reklam używanego jako systemu usprawniania projektu gry". Dzięki kampaniom dynamicznych reklam, reklamy nie muszą być wpisane bezpośrednio w grę, potrzeba przewidywania trendów kilka miesięcy naprzód w czasie procesu tworzenia gry jest niepotrzebne.
Przykładem gry wykorzystującej dynamiczne reklamy jest gra komputerowa z 2005 SWAT 4 firmy Irrational Games. Wersja 1.1 tej gry zawiera dynamicznie zmieniane reklamy dostarczane przez Massive Incorporated.

## Zalety reklam w grach komputerowych
- Nieinwazyjna forma reklamy – dużo lepiej odbierana przez potencjalnych odbiorców niż reklama tradycyjna;
- Wirtualny test produktu – w grze widzimy zastosowanie i działanie konkretnych produktów ze świata rzeczywistego;
- Efekt Pull vs. Push – to konsument decyduje o kontakcie z marką;
- Baza dla marketingu szeptanego – promocja produktu przez promocję gry;
- Trendsetting – bohaterowie gier jako trendsetterzy, czyli postacie promujące nowe trendy, modę, style zachowania, na używanie określonych produktów.

## Obecność w grach internetowych
Wirtualne światy i gry MMORPG mogą same w sobie zawierać reklamujące dane produkty lub marki tereny. Reklamodawcy kupują wirtualną ziemię w celu stworzenia wirtualnej reklamy dostępnej w grze. W ten sposób w grze umieszcza się nie tylko daną markę, lecz pozwala się także na wirtualne sprawdzenie marki/produktu. Na przykład Starwood Hotels & Resorts Worldwide stworzyło wirtualny odpowiednik hotelu aloft Hotel w grze Second Life, pomimo że w rzeczywistości aloft Hotel zostanie oddany do użytku najwcześniej w 2008. Wersja dostępna w grze pozwala projektantom na otrzymanie szybkich informacji od gości "odwiedzających" wirtualny hotel.
Starwood nie jest jedyną firmą działającą w grze Second Life. Wiele marek i produktów rozpoczęło reklamę w tym wirtualnym świecie, włączając w to American Apparel, Lego, Toyota i wiele innych. Inne wirtualne światy z kampaniami reklamowymi różnych producentów, to m.in. There.com, w którym prowadzona była kampania firmy Nike w 2003, czy Everquest 2, która to gra zawiera nawet funkcję w konsoli pozwalającą na złożenie zamówienia w sieci Pizza Hut.